# Hötorgspassagen

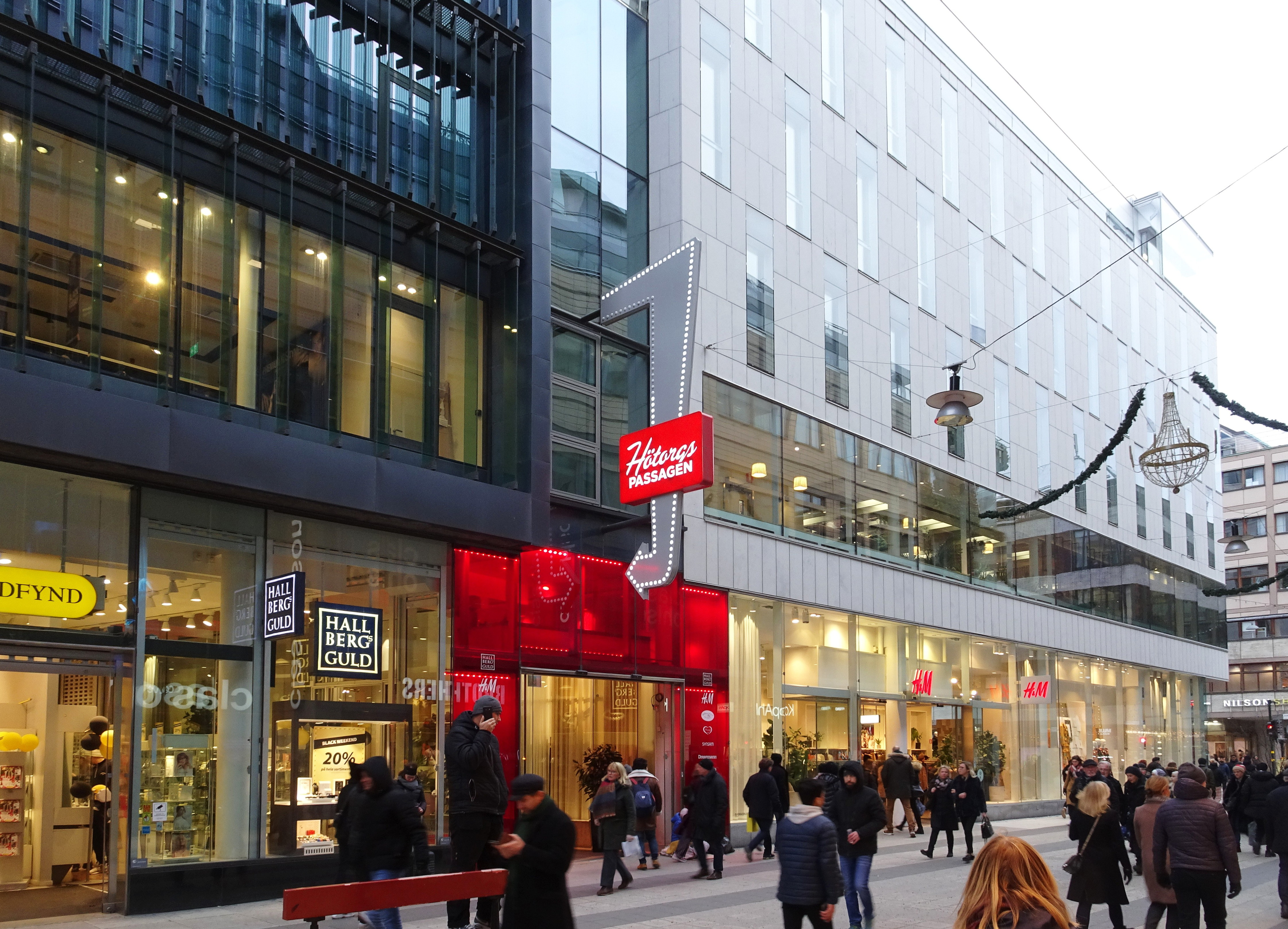
Hötorgspassagens entré från Drottninggatan, december 2019.

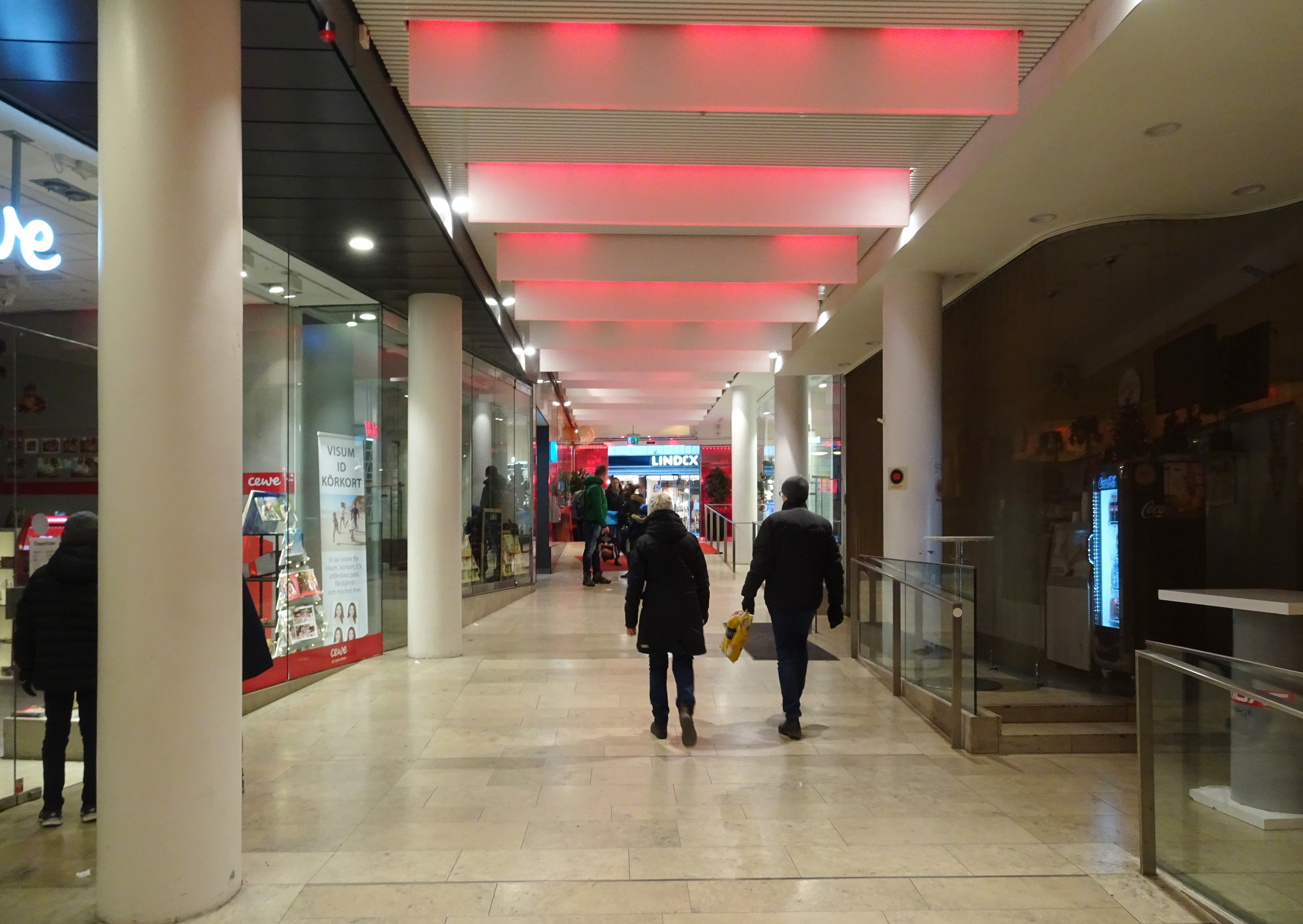
Hötorgspassagen mot Drottninggatan.

Hötorgspassagen är en kort shoppinggalleria på Norrmalm i centrala Stockholm. Passagen sträcker sig cirka 45 meter genom kvarteret Adam och Eva och har in- och utgång från Drottninggatan 60 respektive Slöjdgatan 3.

## Historik
Hötorgspassagen har sin föregångare i Grytgjutargången som anlades i början av 1960-talet när parkeringshuset P-Centrum uppfördes här. Grytgjutargången fortsatte även österut genom kvarteret Beridarebanan till Sergelgatan där den har kvar sitt gamla namn. Förleden ”Grytgjutar…” användes fram till 1885 i Grytgjutargränden (känt sedan 1670-talet) som en del av Jakobsbergsgatan. Bakgrunden till namnet är att grytgjutare hade sin verksamhet i trakten.
Grytgjutargången inom kvarteret Adam och Eva existerade fram till år 2006 då P-Centrum revs och ersattes av nuvarande affärshuskomplex med affärer i bottenvåningen. För den arkitektoniska utformningen stod Reflex Arkitekter som även gav den gamla Grytgjutargången, nu Hötorgspassagen, ett nytt läge och ett utseende.